# 張綠水
張綠水（韓語：장녹수，15世纪？—1506年），又作張綠樹、或昌綠水，《燕山君日記》記載為祿壽，朝鮮王朝中期的妓生、后宮。

## 生平
张绿水出身庶孽，父親是成宗19年文科及第、忠清道文義縣令張漢弼，有一姊為司正金孝孫之妻。她是朝鮮王朝中期的暴君燕山君的后宫嫔御。
張綠水年幼時家境貧寒，賣身為齊安大君家中婢女，後嫁給齊安大君一名家奴，生有一子。她性聰慧、善解人意，後學歌舞，成為齊安大君家中的妓生，歌藝出眾，雖已年過三十，外表仍像十六歲的少女。张绿水因歌舞扬名，燕山君在一次宴會中遇到她，後來把她帶入宮中，大为宠爱，初封淑媛，後再晉封淑容。张绿水为燕山君生下庶长女李宁寿。
淑容张绿水与燕山君后宫的淑容田非、淑媛金贵非、淑媛崔宝非、淑华金白犬依仗燕山君的宠爱，收受贿赂，纵容其族人剥削百姓。姊夫金孝孫亦恃著張綠水的權勢而得以擔任軍事要職。中宗反正后，最后怀着身孕的张绿水被以“亡国妖妇”的罪名斩杀，田非、金贵非、金白犬等人也被斩首示众，其族人被籍没。
张绿水与中宗时期的贞敬夫人郑兰贞、肃宗时期的禧嫔张玉贞合称“朝鲜三大妖女”（另有一说，张绿水、张禧嫔、宣祖时期的尚宫金介屎为“朝鲜三大妖女”）。

## 曾饰演张绿水的艺人

### 電影
| 片名               | 年份       | 演員      |
| 《暴君燕山》       | 1962年電影 | 都琴峰 饰 |
| 《暴君燕山》       | 1987年電影 | 姜受延 饰 |
| 《燕山日記》       | 1988年電影 | 金鎮雅 飾 |
| 《王的男人》       | 2007年電影 | 姜成妍 饰 |
| 《姦臣：色誘天下》 | 2015年電影 | 車智妍 飾 |

### 電視劇
| 劇名                          | 年份   | 電視台     | 演員      |
| 《思母曲》                    | 1972年 | TBC電視劇  | 尹靜姬 饰 |
| 《朝鮮王朝五百年》—《雪中梅》 | 1984年 | MBC電視劇  | 李美淑 饰 |
| 《張綠水》                    | 1995年 | KBS電視劇  | 朴芝瑩 饰 |
| 《王與妃》                    | 1998年 | KBS電視劇  | 李慧莲 饰 |
| 《王和我》                    | 2007年 | SBS電視劇  | 吳秀敏饰  |
| 《仁粹大妃》                  | 2011年 | JTBC電視劇 | 全昭旻飾  |
| 《逆賊：偷百姓的盜賊》        | 2017年 | MBC電視劇  | 李荷妮飾  |
| 《七日的王妃》                | 2017年 | KBS電視劇  | 孫恩書飾  |